# Лас-Палмас (Техас)
Лас-Палмас (англ. Las Palmas) — переписна місцевість (CDP) в США, в окрузі Сапата штату Техас. Населення — 59 осіб (2020).

## Географія
Лас-Палмас розташований за координатами 26°57′6″ пн. ш. 99°16′34″ зх. д. / 26.95167° пн. ш. 99.27611° зх. д. (26.951633, -99.276013).  За даними Бюро перепису населення США в 2010 році переписна місцевість мала площу 0,18 км², уся площа — суходіл.

## Демографія
Згідно з переписом 2010 року, у переписній місцевості мешкало 67 осіб у 26 домогосподарствах у складі 23 родин. Густота населення становила 381 особа/км².  Було 40 помешкань (228/км²).
Расовий склад населення:
| - 89,6 % — білих - 1,5 % — азіатів - 1,5 % — осіб інших рас |

До двох чи більше рас належало 7,5 %. Частка іспаномовних становила 67,2 % від усіх жителів.
За віковим діапазоном населення розподілялося таким чином: 23,9 % — особи молодші 18 років, 53,7 % — особи у віці 18—64 років, 22,4 % — особи у віці 65 років та старші. Медіана віку мешканця становила 38,5 року. На 100 осіб жіночої статі у переписній місцевості припадало 91,4 чоловіків;  на 100 жінок у віці від 18 років та старших — 82,1 чоловіків також старших 18 років.
Цивільне працевлаштоване населення становило 0 осіб. 